# Antoni Norman
Antoni Norman (16 gennaio 1951) è un religioso polacco.
È amministratore apostolico della Diocesi polacco-cattolica di Cracovia-Częstochowa, parroco della parrocchia del Sacro Cuore di Gesù e di San Giuseppe sposo della Beata Vergine Maria a Bukowno e parroco della parrocchia della Cattedrale di Nostra Signora Regina degli Apostoli a Częstochowa.
Si unì alla Chiesa polacco-cattolica nel 1980; in precedenza era stato presbitero cattolico romano, con gli incarichi di Vicario parrocchiale della parrocchia cattolica di Ostrów Wielkopolski. Il 18 dicembre 1984 è diventato il primo e finora  unico parroco del Sacro Cuore di Gesù a Bukowno. L'11 giugno 2005, 30º anniversario della sua ordinazione, è stato nominato dal vescovo Jerzy Szotmiller Vice Presidente del decanato della Slesia, mentre nel 2011-2012 è stato presidente del decanato. Dal 2005 è anche visitatore di educazione religiosa polacco-cattolica nelle scuole materne e nelle scuole pubbliche, in tutte le parrocchie delle province della Małopolska e della Slesia.
Dopo la morte del vescovo Szotmiller il sinodo della Chiesa polacco-cattolica gli ha dato il diritto di portare l'infula e lo ha nominato amministratore della diocesi di Cracovia-Częstochowa. La cerimonia dell'installazione si è tenuta il 17 settembre 2011 a Bukowno.
Il 9 settembre 2023 è stato consacrato vescovo per la stessa diocesi, a seguito dell'elezione avvenuta il precedente 13 giugno.

## Genealogia episcopale
La genealogia episcopale è:
CHIESA CATTOLICA
- Cardinale Scipione Rebiba
- Cardinale Giulio Antonio Santori
- Cardinale Girolamo Bernerio, O.P.
- Arcivescovo Galeazzo Sanvitale
- Cardinale Ludovico Ludovisi
- Cardinale Luigi Caetani
- Vescovo Giovanni Battista Scanaroli
- Cardinale Antonio Barberini iuniore
- Arcivescovo Charles-Maurice le Tellier
- Vescovo Jacques Bénigne Bossuet
- Vescovo Jacques de Goyon de Matignon
- Vescovo Dominique Marie Varlet

CHIESA ROMANO-CATTOLICA OLANDESE DEL CLERO VETERO EPISCOPALE
- Arcivescovo Petrus Johannes Meindaerts
- Vescovo Johannes van Stiphout
- Arcivescovo Walter van Nieuwenhuisen
- Vescovo Adrian Jan Broekman
- Arcivescovo Jan van Rhijn
- Vescovo Gisbert van Jong
- Arcivescovo Willibrord van Os
- Vescovo Jan Bon
- Arcivescovo Johannes van Santen

CHIESA VETERO-CATTOLICA
...
- Vescovo Jan Lambert Wirix-Speetjens
- Arcivescovo Joris August Odilius Ludovicus Vercammen
- Vescovo Dirk Jan Schoon
- Vescovo Antoni Norman